# Eduardo Nicolás Tuzzio
Eduardo Tuzzio (Buenos Aires, 31 de juliol de 1974) és un futbolista argentí, que ocupa la posició de defensa.
Va començar a destacar a les files del San Lorenzo, on va romandre entre 1993 i 2001 (tret d'una cessió al Quilmes). El 2001 dona el salt a Europa per jugar a la lliga francesa amb l'Olympique de Marsella.
Retornaria al seu país el 2003 per formar amb River Plate, club en el qual hi militaria fins al 2008, amb una nova cessió pel mig, ara al RCD Mallorca de la primera divisió espanyola. El 2009 s'incorpora a CA Independiente.
Ha estat internacional amb l'Argentina en dues ocasions.